# چرا عشق‌بازی نمی‌کنیم؟
چرا عشق‌بازی نمی‌کنیم؟ (ایتالیایی: Perché non facciamo l'amore?) یک فیلم کمدی اِروتیک ایتالیایی به کارگردانی مائوریتسیو لوچیدی است که در سال ۱۹۸۱ منتشر شد.

## گزیدهٔ بازیگران
- باربارا بوشه
- رنتسو مونتانیانی
- جاکومو ریتسو
- چینتسیا دِ پونتی